# Nikki Tyler
Pour les articles homonymes, voir Tyler.
Nikki Tyler, née le 4 décembre 1972 à Berkeley (Californie), est une actrice pornographique américaine.

## Biographie
Tyler joua dans de nombreuses comédies musicales quand elle était au lycée. Par la suite, elle alla à l'université à Los Angeles, aspirant à devenir psychologue. Pour financer en partie ses études, elle décida de faire des photos de nu. Elle apparut alors dans plus de cent magazines de charme, devenant Pet of the Month pour le magazine Penthouse en décembre 1995. Tyler quitta alors l'université, fit une école de maquillage et fut embauchée comme maquilleuse par le studio Vivid.
Elle travailla comme maquilleuse pendant un an et demi chez Vivid puis elle fut convaincue par les actrices pornographiques Celeste et Ashlyn Gere de rentrer dans le milieu du X.
Tyler ne fit tout d'abord que des scènes lesbiennes. Sa première apparition à l'écran dans une scène lesbienne fut en 1995 dans American Pie de Paul Norman (en). Elle fut suivie par une scène avec Jenna Jameson dans VR69 en 1995. Jameson et Tyler partageaient alors une relation lesbienne solide. Cette relation est décrite dans l'autobiographie de Jameson. Les deux femmes restèrent ensemble et tournèrent ensemble pendant plusieurs années et sont restées des amies proches.
Elle a été récompensée de son succès quelques mois plus tard avec son propre contrat exclusif chez Vivid. Pour accroître sa popularité, Tyler se fit poser des implants mammaires. Elle commença également à tourner avec des acteurs masculins comme Rocco Siffredi dans Nikki Loves Rocco (1996). Nikki Tyler s'est retirée du milieu de la pornographie en 1999. Cependant, elle affirma dans une interview en 2002 qu'elle ne s'était jamais retirée. Son site web n'a plus été mis à jour depuis 2004 et renvoie vers le site Jack's Playground.

## Filmographie succincte
- 1995 : American Pie
- 1996 : Body Language
- 1997 : Where the Boys Aren't 8
- 1997 : Where the Boys Aren't 9
- 1998 : Butt Sluts 1
- 1999 : Leg Sex
- 2000 : Work Out
- 2001 : Nikki Tyler: Extreme Close Up
- 2002 : Girls Only: Strapped On
- 2003 : Jenna Jameson's Wicked Anthology 1
- 2004 : The Real Nikki Tyler
- 2005 : Strap-On Janine
- 2006 : Girl Of The Month - Nikki Tyler
- 2007 : Vivid Girls 1
- 2008 : Star 69: Strap Ons
- 2009 : Butt Floss Chronicles
- 2013 : Super Suckers Of Porn
- 2016 : Dirty DDD Christy Canyon